# أوجين جاك بولارد
اوجين جاك بولارد
ولد اوجين جاك (جيمس) بولارد في 9 أكتوبر 1895 في كولومبس ولاية جيورجيا بالولايات المتحدة وتوفي في 12 أكتوبر 1961 بنيويورك في الولايات المتحدة.
و هو مع التركي أحمد علي تشليكتن من اوائل السود الذين قادوا وحاربو ابطائرات مطاردة في الحرب العالمية الأولى كما انه الطيار الأسود الوحيد الذي حارب في صفوف الحلفاء في الحرب العالمية الأولى
والده وليم أ. بولارد من اصل مارتينيكي ولد عبدا لدى ويلي بولارد وهو مزارع في مقاطعة ستيوارت، جورجيا بالولايات المتحدة اما امه جوزفين توماس فربما تكون لها جذور من هنود قبيلة الكريك وقد تزوجا في نفس المقاطعة في 1882
كان اوجين هو السابع من بين 10 أولاد لوالديه اللذان انتقلا في 1890 للعمل والعيش في كولمبس في مقاطعة موسكوجي، جورجيا
حاول اوجين وهو ابن 8 سنوات الهجرة إلى فرنسا هربا من التمييز العنصري الشديد في مدينته خصوصا وفي الولايات المتحدة ولكنه لم يصل ابعد من داوسن، جورجيا حيث أصبح في 1911 صبي اسطبلات لدى عائلة زكاريا ترنر
في 1912 هاجر إلى اسكتلندا وبقي في بريطانيا من 1912 إلى 1914 حيث اشتغل عدة مهن غير مثمرة ومنها المسرح الهزلي والملاكمة
و في إحدى الدورات المسرحية-الرياضية التي سافر فيها إلى الاليزي-مونتمار في باريس في 1913 قرر العيش في فرنسا
في 19 أكتوبر 1914 وبعد تزوير تاريخ ميلاده انخرط في اللفيف الاجنبي الفرنسي
شارك في معارك كثيرة في الخرب العالمية الأولى ثم اخرج من الخدمة بعد ان جرح في فردان ولكنه قرر مواصلة القتال فانضم إلى سلاح الطيران في 2 أكتوبر 1917 حيث تدرب على قيادة الطائرات المطاردة وشارك في حوالي 20 طلعة جوية ناجحة

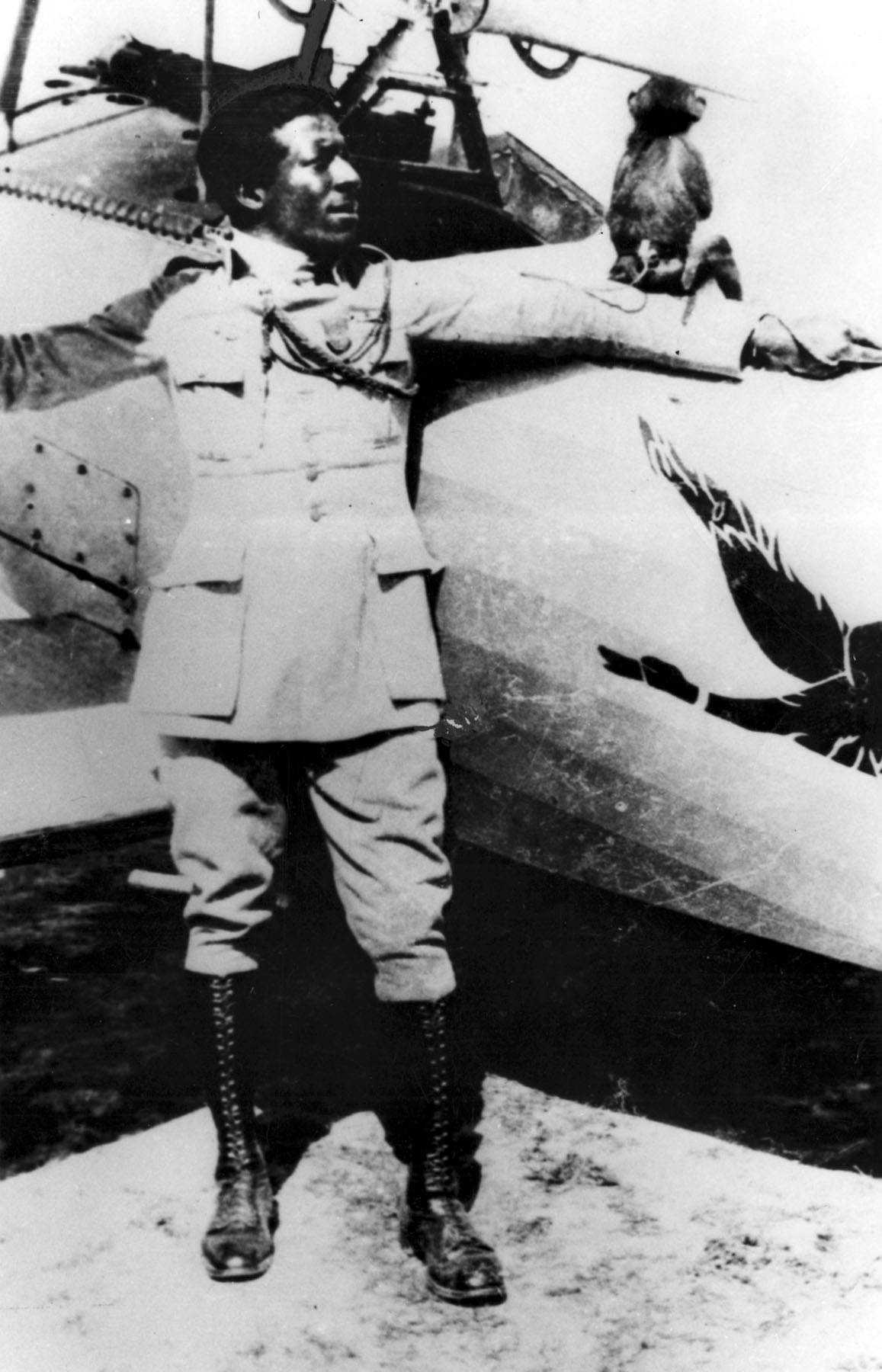
صورة بولارد في 1917 امام طائرته

في 16 نوفمبر 1917 تم توقيفه من الطيران بإيعاز من طبيب أمريكي عنصري وادمج من جديد بسلاح المشاة وبقي فيه إلى 1918 حيث تم اطلاق سراحه وانتقل للعيش في باريس
ورغم متابعته من طرف العنصريين الأمريكيين في باريس والوقوف في وجه تشريفه فإنه خاض عالم الموسيقى والهو حيث اقتنى نمقصف وانشا قاعة رياضة
في 1923 تزوج وتطلق ورزق بطفلين
شارك في الحرب العالمية الثانية ضد الالمان وجرح ونقل إلى إسبانيا ثم الولايات المتحدة في 1940
بقي في نيويورك وعانى من التمييز العنصري وشارك في المظاهرات وتم تصويره في فيلم وهو يتلقى اللكمات من طرف الشرطة
في 1954 استدعي إلى فرنسا لتشريف الجندي المجهول وفي 1959 تم تشريفه بوسام جوقة الشرف من طرف شارل ديغول ولكن رغم ذلك عاد إلى الولايات المتحدة وعاش عيشة ضنكة في نيورورك وتوفي بسرطان المعدة في 12 أكتوبر 1961 وتم دفنه وتشريفه من طرف الفرنسيين في مقبرة في الكوينز في نيويورك
في 1972 تم تاليف كتاب شامل حوله من طرف أمريكيين ولو انه يحتوي على بعض المغالطات التاريخية
في 1991 تم إعادة تشريفه بعد وفاته من طرف سلاح الطيران الأمريكي
في 2006 تم عرض بعض اجزاء من سيرته ولو فيها مغالطات في فيلم خيالي أمريكي يدعى Flyboys
في 2012 تم توقيع اتفاق فرنسي أمريكي لتشريف اوجين بولارد في الذكرى المئوية لالحرب العالمية الأولى.
وفي نفس السنة قام كاتب وسيناريست ومؤرخ فرنسي باعادة كتابة سيرته من جديد باسلوب أكثر واقعية في إطار كتاب وفيلم تلفزيوني.